# Eugène Begarat
Eugène Begarat, né en 1943 à Nice, est un artiste peintre français.

## Biographie
Eugène Begarat naît en 1943 à Nice. Il entre à dix-sept ans à l’Ecole des Arts décoratifs de sa ville natale, puis en 1964 intègre l’École des beaux-Arts de Paris.
Il est essentiellement un peintre de paysages.